# Каримабад
Каримаба́д (также встречаются названия Хунза, Балтит; урду كريم آباد‎, англ. Karimabad, араб. буквально «город Карима (Щедрого Ага Хана IV)»‎) — самый крупный по численности город в пакистанской провинции Гилгит-Балтистан. Население — 11 097 человек (на 2010 год; в 1990 году проживало 10 050 человек).
В городе расположен Балтитский форт, который является кандидатом на включение в список Всемирного наследия ЮНЕСКО. The Guardian назвал Каримабад одним из лучших туристических мест в Пакистане.